# OFC U-16 챔피언십
OFC U-16 챔피언십(OFC U-16 Championship)은 오세아니아 축구 연맹(OFC)이 주관하는 16세 이하 축구 국가대표팀 간의 국가대항전으로 이 대회는 FIFA U-17 월드컵의 오세아니아 지역 예선을 겸하며 2018년부터는 OFC U-16 챔피언십으로 대회 명칭이 변경되어 현재에 이르고 있다.

## 역대 대회
| 1983년 자세히 | 뉴질랜드                      | 오스트레일리아 | 조별 예선              | 뉴질랜드       | 중화 타이베이             | 조별 예선                 | 누벨칼레도니              |
| 1986년 자세히 | 중화 타이베이                 | 오스트레일리아 | 조별 예선              | 뉴질랜드       | 중화 타이베이             | 조별 예선                 | 파푸아뉴기니              |
| 1989년 자세히 | 오스트레일리아                | 오스트레일리아 | 조별 예선              | 뉴질랜드       | 중화 타이베이             | 조별 예선                 | 피지                      |
| 1991년 자세히 | 뉴질랜드                      | 오스트레일리아 | 조별 예선              | 뉴질랜드       | 피지                      | 조별 예선                 | 없음                      |
| 1993년 자세히 | 뉴질랜드                      | 오스트레일리아 | 3 – 0                  | 솔로몬 제도    | 피지, 뉴질랜드            | 피지, 뉴질랜드            | 피지, 뉴질랜드            |
| 1995년 자세히 | 바누아투                      | 오스트레일리아 | 1 – 0                  | 뉴질랜드       | 바누아투                  | 3 – 0                     | 솔로몬 제도               |
| 1997년 자세히 | 뉴질랜드                      | 뉴질랜드       | 1 – 0                  | 오스트레일리아 | 솔로몬 제도               | 3 – 0                     | 피지                      |
| 1999년 자세히 | 피지                          | 오스트레일리아 | 5 – 0                  | 피지           | 솔로몬 제도, 누벨칼레도니 | 솔로몬 제도, 누벨칼레도니 | 솔로몬 제도, 누벨칼레도니 |
| 2001년 자세히 | 사모아 바누아투               | 오스트레일리아 | 9 – 0 (3 – 0, 6 – 0)   | 뉴질랜드       | 파푸아뉴기니, 바누아투    | 파푸아뉴기니, 바누아투    | 파푸아뉴기니, 바누아투    |
| 2003년 자세히 | 오스트레일리아 아메리칸사모아 | 오스트레일리아 | 7 – 1 (3 – 1, 4 – 0)   | 누벨칼레도니   | 피지, 바누아투            | 피지, 바누아투            | 피지, 바누아투            |
| 2005년 자세히 | 누벨칼레도니                  | 오스트레일리아 | 1 – 0                  | 바누아투       | 솔로몬 제도               | 3 – 1                     | 누벨칼레도니              |
| 2007년 자세히 | 타히티섬                      | 뉴질랜드       | 조별 예선              | 타히티섬       | 피지                      | 조별 예선                 | 누벨칼레도니              |
| 2009년 자세히 | 뉴질랜드                      | 뉴질랜드       | 조별 예선              | 타히티섬       | 누벨칼레도니              | 조별 예선                 | 바누아투                  |
| 2011년 자세히 | 뉴질랜드                      | 뉴질랜드       | 2 – 0                  | 타히티섬       | 솔로몬 제도               | 2 – 0                     | 바누아투                  |
| 2013년 자세히 | 바누아투                      | 뉴질랜드       | 조별 예선              | 누벨칼레도니   | 바누아투                  | 조별 예선                 | 피지                      |
| 2015년 자세히 | 아메리칸사모아                | 뉴질랜드       | 1 – 1 5 – 4 (승부차기) | 타히티섬       | 바누아투                  | 6 – 0                     | 누벨칼레도니              |
| 2017년 자세히 | 타히티섬                      | 뉴질랜드       | 7 – 0                  | 누벨칼레도니   | 파푸아뉴기니, 솔로몬 제도 | 파푸아뉴기니, 솔로몬 제도 | 파푸아뉴기니, 솔로몬 제도 |
| 2018년 자세히 | 솔로몬 제도                   | 뉴질랜드       | 0 – 0 5 – 4 (승부차기) | 솔로몬 제도    | 타히티섬                  | 2 – 1                     | 피지                      |